# Comuna Kabarivți, Zboriv
Kabarivți (în ucraineană Кабарівці) este o comună în raionul Zboriv, regiunea Ternopil, Ucraina, formată din satele Kabarivți (reședința) și Meteniv.

## Demografie
Componența lingvistică a comunei Kabarivți
     Ucraineană (99,32%)
     Alte limbi (0,68%)
Conform recensământului din 2001, majoritatea populației comunei Kabarivți era vorbitoare de ucraineană (99,32%), existând în minoritate și vorbitori de alte limbi.